# Джонсон, Пол (музыкант)
Пол Джонсон (англ. Paul Johnson; 11 января 1971 Чикаго — 4 августа 2021, Эвергрин-Парк) — американский продюсер, музыкант и диск-жокей. Он стал известен благодаря уникальному стилю музыки хаус и синглу 1999 года «Get Get Down».

## Биография
Родился 11 января 1971 года в Чикаго, штате Иллинойс, США.
Джонсон впервые погрузился в мир диджеинга в 1984 году, когда ему было 13 лет, устроив свою первую вечеринку в честь окончания восьмого класса.
Он приступил к работе в качестве продюсера в 1987 году, создав треки для различных хаус-лейблов в Чикаго, таких как Dance Mania, Relief, Cajual, Nite Life, Undaground Therapy, Defected, Djax Up Beats, Peacefrog и Moody.
В 1987 году Пол был парализован ниже пояса из-за шальной пули.
Его композиция под названием «Get Get Down» стала популярным хитом, звучавшим какое-то время как в радиоэфире, так и в ночных клубах, и достигла вершин чартов в разных странах, таких как Бельгия (Валлония), Франция, Греция, Нидерланды и Великобритания. В декабре 1999 года песня возглавила чарт Billboard Hot Dance Club Play.
В 1997 году Джонсон и его коллега создали хаус-лейбл Dust Traxx в Чикаго, с которым совместно работали под псевдонимом Traxmen и под именем Brother 2 Brother. Их трек под названием «Follow This Beat» занял 8-е место в танцевальном чарте США в 2004 году.
Пол умер 4 августа 2021 года из-за COVID-19 в возрасте 50 лет. До этого он был госпитализирован в одну из клиник Эвергрин-Парка.

## Дискография

### Альбомы
- Bump Talkin (1995)
- Second Coming (1996)
- Feel the Music (1996)
- We Can Make The World Spin (1998)
- The Groove I Have (1999)
- In Motion, Vol. 3 (1999)
- Mix Connection, Vol. 1 (2004)